# Rifugio Roda di Vaèl
Il rifugio Roda di Vaèl è un rifugio alpino situato nel gruppo del Catinaccio nelle Dolomiti, nel territorio comunale di Vigo di Fassa (TN), a 2.283 metri di altitudine.

## Storia
Il 7 agosto 1906 venne inaugurata la prima costruzione, realizzata dalla sezione DuÖAV di Nova Levante. Nel 1921 il rifugio fu affidato alla SAT dalle autorità militari italiane. Nel 1983 la SAT decise di procedere con il completo rifacimento del rifugio, che venne inaugurato il 13 luglio 1986.

## Caratteristiche e informazioni
Il rifugio si trova all'estremità meridionale del gruppo del Catinaccio, in una posizione che lo rende un ottimo punto di partenza per molte escursioni ed ascensioni. È aperto da inizio giugno a metà ottobre con una disponibilità di 59 posti letto, di cui 6 nel bivacco invernale. A pochi metri di distanza dal rifugio si trova la baita Marino Pederiva.
Vicino al rifugio è situato un monumento in bronzo raffigurante un'aquila alta 2,50 metri dedicato a Theodor Christomannos.

## Accessi
- Dal rifugio Ciampedie, per il sentiero 545; 4,5 km, 2 ore.
- Da Vigo di Fassa, per il sentiero 547; 5 km, 2,30 ore.
- Dal passo di Costalunga, per il sentiero 548; 3,5 km, 1,30 ore.
- Dal rifugio Paolina, per il sentiero 549; 2 km, 0,45 ore.

## Ascensioni
- Alla Roda di Vaèl (2.806 m), per la via ferrata Majarè.

## Traversate
- Al rifugio Vajolet, per il sentiero 541; 6,5 km, 2,45 ore.
- Al rifugio Fronza alle Coronelle, per i sentieri 541, 550, 6 km, 2 ore.
- Al rifugio Gardeccia, per i sentieri 541, 550, 6 km, 2,30 ore.